# Анчя (озеро)
А́нчя (устар. Ханча; лит. Ančia) — озеро в Лаздийском районе на юге Литвы. Располагается у города Вейсеяй. Относится к бассейну левобережной части среднего течения Немана.
Озеро сложной лопастной формы, сильно вытянуто в меридиональном направлении. Находится на высоте 112,3 м над уровнем моря. Площадь озера составляет 5,04 км² (по другим данным — 4,35 км²), длина 9,4 км, ширина до 1,2 км. Наибольшая глубина — 26 м, средняя глубина — 9,3 м. Береговая линия очень извилистая, протяжённость — 33 км. По берегам и в прибрежной зоне множество родников. Площадь водосборного бассейна — 176 км² (по другим данным — 152 км²).